# Omnivor

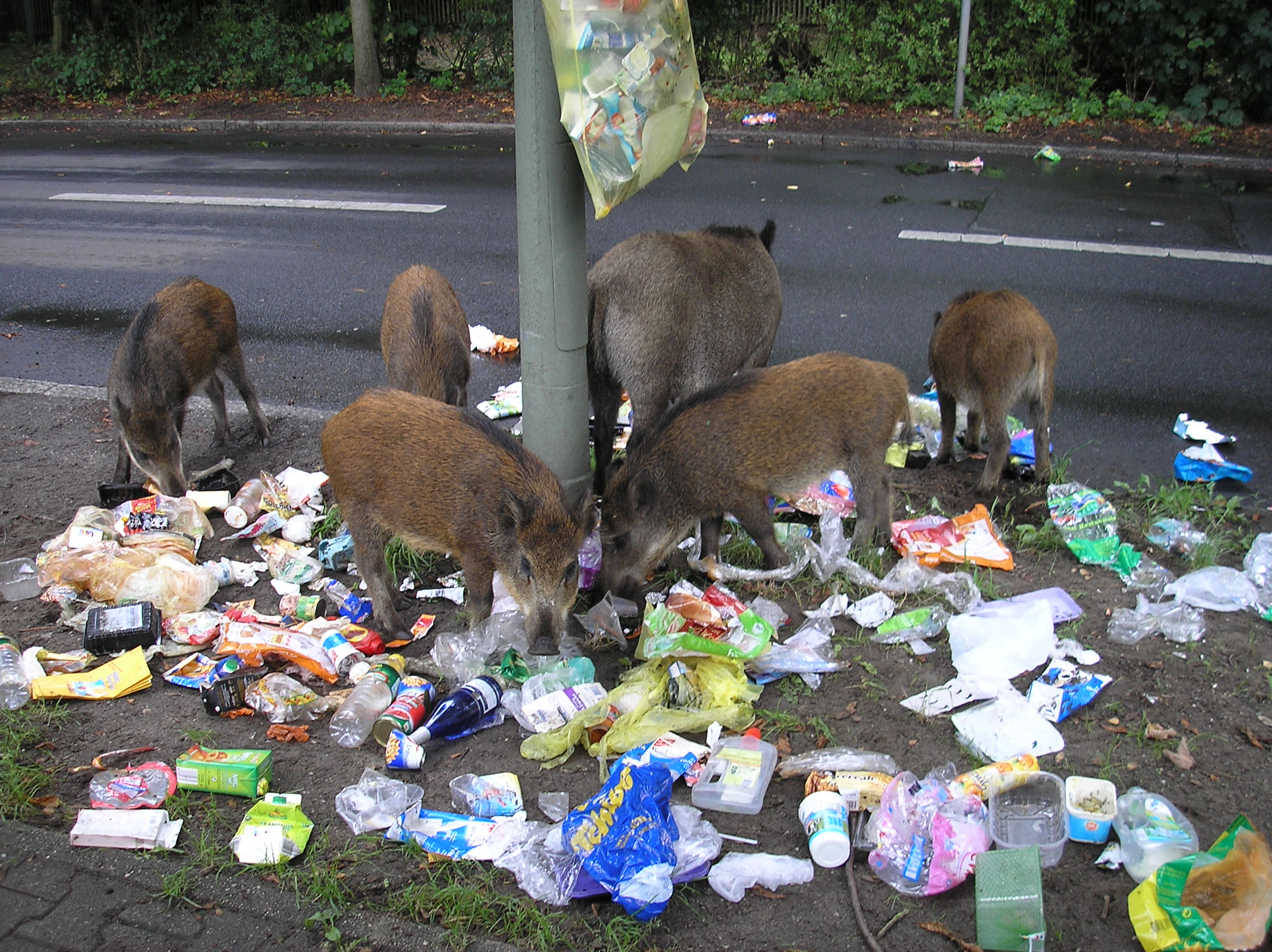
Mistrețul, o specie omnivoră

Un omnivor (alofag, pantofag, omnifag) este un animal care se hrănește atât cu substanțe de origine vegetală (plante), cât și cu substanțe de origine animală. Animalele omnivore folosesc cu eficiență crescută hrana consumată. De pildă, un omnivor are nevoie de o cantitate de 5 kcal de hrană pentru a acumula 1 kcal, comparativ cu erbivorele la care pentru aceeași cantitate de energie acumulată (1 kcal) este necesară consumarea unei cantități de hrană echivalentă cu 10 kcal.

## Specii
Mamiferele omnivore au dinții diferențiați pentru un regim mixt, caninii slab dezvoltați, incisivii sunt mai mult lățiți, iar măselele au tuberculii tociți. Aceste mamifere se pot hrăni atât cu alimente de natură animală cât și vegetală, mai ales fructe. Printre acestea se numără porcul mistreț (Sus scrofa), ursul brun (Ursus arctos) etc.
Omul este animal omnivor.
Pe de altă parte, păsările omnivore se hrănesc de obicei în timpul verii cu viermi, acarieni, larve, insecte adulte, iar toamna, iarna, primăvara timpurie și într-o măsură oarecare și vara, prin fructe și semințe ale plantelor erbacee și ale diverșilor arbuști. Corbul consumă hoituri, pești, păsări, ouă, insecte, broaște, șoareci, veverițe, boabe de cereale. Vrăbiile, în perioada caldă și în special în timpul creșterii puilor, consumă diferite nevertebrate mărunte; în rest: semințe, muguri, ierburi diferite, resturi menajere etc.
Peștii omnivori (crapul) se hrănesc cu plante acvatice, derivate de plante acvatice și animale mai mărunte acvatice (larve de insecte, crustacee etc.).
Printre insectele omnivore se numără gândacul de bucătărie (Blatta orientalis).